# Oreškovica
Oreškovica (Servisch: Орешковица) is een plaats in de Servische gemeente Petrovac na Mlavi. De plaats telt 911 inwoners (2002).